# Transferencia de posesión
La transferencia de posesión o libranza de seisin es una ceremonia legal arcaica de transmisión, antiguamente practicada en la Inglaterra feudal y en otros países que siguen el derecho consuetudinario inglés, utilizada para transmitir posesiones de bienes. El término "livery" está estrechamente relacionado, si no es que es sinónimo, con el término "delivery", utilizado en algunas jurisdicciones en el derecho contractual o en el derecho de las escrituras. Las formas más antiguas del derecho consuetudinario establecían que una transmisión válida de una tenencia feudal de la tierra requería la transferencia física por parte del cedente al cesionario en presencia de testigos de un trozo de la propia tierra, en el sentido literal de un traspaso de mano a mano de una cantidad de tierra, una ramita, la llave de un edificio en esa tierra u otra señal.

## Tipos

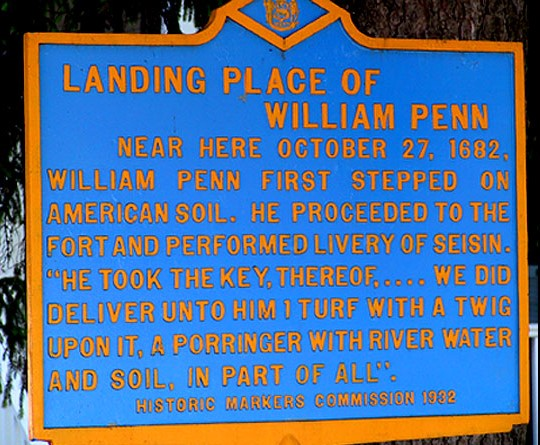
Cártel histórico de Delaware que conmemora la toma de posesión de William Penn de su propiedad americana con la ceremonia.

La entrega de la tierra puede referirse a cualquiera de las dos formas siguientes:
- La entrega de escritura, en la que las partes se reunían en el terreno y el cedente entregaba simbólicamente la posesión del terreno mediante la entrega de una ramita o un trozo de tierra al destinatario.

- La entrega de derecho, en la que las partes se encuentran a la vista del terreno y el cedente declara al cesionario la entrega de la posesión, tras lo cual el cesionario entra en el terreno.

El símbolo de la librea para una casa era el anillo o aldabón de la puerta; para los molinos, la "campana y la tolva"; para una iglesia, un libro de salmos y las llaves, etc.

## Ceremonia de la hierba y las ramas
La ceremonia de la hierba y la rama data de la época feudal, pero se utilizó con regularidad en la América colonial temprana, lo que permitió a los ingleses y escoceses, en virtud de las reivindicaciones de su monarca, tomar posesión soberana de las tierras no reclamadas. El proceso ha adoptado varias formas a lo largo de los siglos.
La última ceremonia legal de seisin en Escocia se llevó a cabo en 2002 cuando la Destilería Glenmorangie entregó los terrenos de la capilla de Santa María en Easter Ross al Trust de Cadboll.

## Inquisiciones post mortem y librea de seisin
En el sistema feudal todas las tierras pertenecían al monarca y, por lo tanto, eran poseídas por él directamente o en su nombre, directa o indirectamente.
Los que poseían la tierra directamente en nombre del rey eran conocidos como arrendatarios en jefe. Cuando un arrendatario en jefe moría sin heredero, sus tierras pasaban a manos del rey. Si había un heredero, el rey se quedaba con las tierras hasta que se producía una libranza: el heredero pagaba una cantidad de dinero, un "relevo", para tomar legalmente, "asumir la posesión" de las tierras.
Si el heredero era menor de edad, el rey se quedaba con las tierras hasta que alcanzara la mayoría de edad (a los 21 años para los hombres o a los 14 para las mujeres) y el rey recibía los derechos de tutela y matrimonio, recaudando las rentas de la hacienda y disponiendo del heredero en matrimonio. Podía vender estos derechos a terceros, que no eran necesariamente los parientes más cercanos del pupilo. Estos títulos y derechos feudales fueron abolidos en el Interregno, reintroducidos y luego abolidos en el siguiente periodo de gobierno, el reinado de Carlos II.